# Hamida Banu Begum
Hamida Banu Begum, danh hiệu Mariam Makani (1527 – 29 Tháng 8, 1604, tiếng Ba Tư: حمیدہ بانو بیگم) là vợ của Humayun, Hoàng đế Nhà Mogul và là mẹ của Hoàng đế Akbar.

## Gia đình

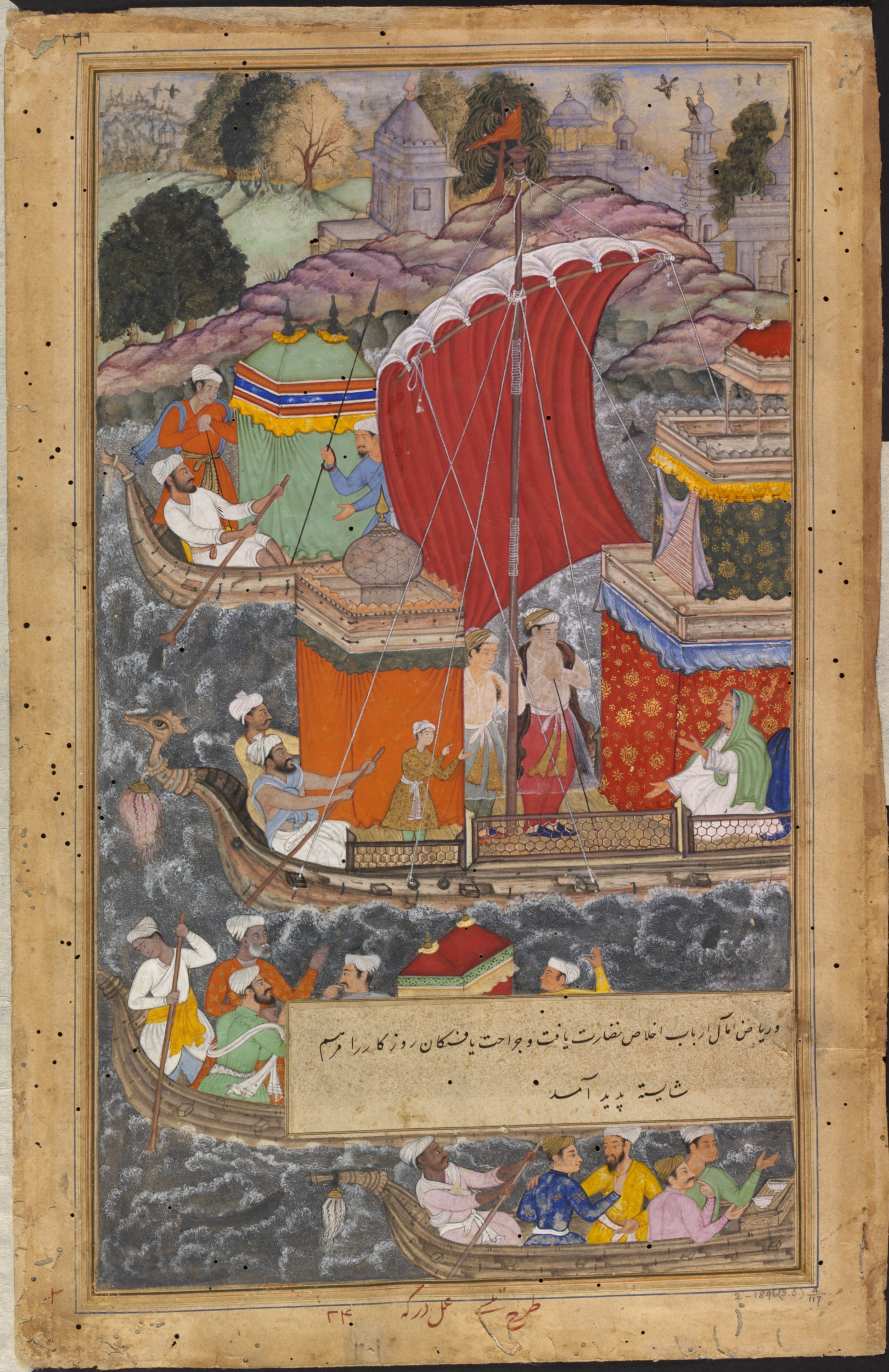
Hamida trên thuyền đến Agra

Hamida Banu Begum sinh năm 1524, là con gái của Shaikh Ali Akbar Jami. Ali Akbar Jami cũng được biết đến như là Mian Baba Dost, một trong những hậu duệ của  Sheikh Ahmad-e Jami. Mẹ bà là Mahna Afraz Begum, người đã kết hôn Ali Akbar Jami trong Paat, Quốc.

## Gặp gỡ với Humayun
Bà gặp Humayun, khi còn là một cô gái mười bảy tuổi tại một bữa tiệc của Dildar Begum, vợ của Hoàng đế Babar ở Alwar. Humayun đã phải sống lưu vong ẩn dật sau khi ông bị buộc rời khỏi Delhi bởi quân đội dưới trướng Sher Shah Suri, người có tham vọng khôi phục lại Sự thống trị của Afghanistan tại Delhi.
Khi sự thương lượng về một cuộc hôn nhân giữa Humayun và Hamida Banu Begum xảy ra, cả hai người đều kịch liệt phản đối.

## Hôn nhân
Cuộc hôn nhân diễn ra vào một ngày thứ hai trong Tháng 9, 1541. Và do đó bà trở thành vợ thứ của Humayun (vì ông đã có một người vợ cả từ cuộc hôn nhân trước đó với Bega Begum) 
Hamida Banu Begum còn được gọi là Maryam Makani. Cuộc hôn nhân còn là một "lợi ích về mặt chính trị" đối với Humayun.
Hai năm sau, sau một cuộc hành trình nguy hiểm vượt qua sa mạc, vào ngày 22 tháng 1542, bà và hoàng Đế Humayun đến được Umerkot, một vùng đất được cai trị bởi Rana Prasad, tại một thị trấn sa mạc và Rana cho họ tị nạn. Hai tháng sau, bà sinh ra Akbar, vị hoàng đế Mogul sau này, vào sáng sớm ngày 15 Tháng 10, 1542.

## Hoàng hậu
Ngày 22 Tháng 2, 1555 sau khi Humayun phục vị, bà chính thức trở thành Hoàng hậu.

## Thái hậu
Ngày 27 Tháng 1, 1556 Hoàng đế Humayun băng hà. Con trai bà, Akbar lên ngôi.

## Cái chết
Bà được chôn cất tại Lăng Humayun sau cái chết vào ngày 29 tháng 8 năm 1604 tại Agra, chỉ một năm trước cái chết của con trai bà Akbar.